# Vállalatcsoport
A vállalatcsoport tágabb értelemben több, egymással valamilyen jogi kapcsolatban álló vállalat, cég együttműködése, olyan formában, hogy a vállalatcsoportban részt vevő társaságok egymásban befolyást szereznek. Jogi fogalma és szabályozása országonként eltérő. A hatályos magyar Polgári Törvénykönyv meghatározza a vállalatcsoportnak nevezett  szűkebb fogalmat. A közgazdasági illetve a sajtóban használt fogalom ettől esetenként eltér.

## Fogalma
A vállalatcsoport egymásban kölcsönösen, vagy egyoldalúan részesedő, illetve az anyavállalattól részesedései vagy egyéb módon (pl. szerződés) alapján függő vállalatok (leányvállalatok, unokavállalatok stb.) együttesét jelenti.

## Fő formái
Közgazdasági szempontból a vállalatcsoport két fő formája a konszern és a holding.
A konszern  olyan vállalatcsoportot jelent, "ahol az anyavállalat a leányvállalatok felett szakmai irányítást is ellát, és bár a vállalatcsoport diverzifikált (idegen profilú vállalatokat is tartalmaz), a leányvállalatok alapvetően azonos szakmai jelleget mutatnak." Fogalmilag különbözik a holdingtól, amely a fenti jellemzőkön túlmenően "különnemű, egymással semmiféle kapcsolatban nem álló vállalatok pénzügyi ellenőrzés útján való egyesítése".

## Története Magyarországon
Eredetileg állami monopólium volt a tervutasításos gazdaságirányítási rendszer a vállalatok alapítása illetve vállalatok egyesüléseinek létrehozása. Ebben az időszakban alapvetően monolitikus volt az állami vállalatok felépítése. A szűkebb értelemben vett vállalatcsoport fogalmát a Polgári törvénykönyv  nem is tartalmazta. Ehelyett csupán a trösztről és az egyesülésről rendelkezett. Az 1977. évi Ptk-reform után, az 1980-as évek során, bizonyos kísérleteket tettek egyes, állami tulajdonban álló vállalatok szervezeti decentralizálására (ez történt pl a Medicor esetében).
A vállalatcsoport önálló szabályozásáról a 2006. évi Gt. rendelkezett. Ennek az indoka az volt, hogy "a vállalatcsoport számára előírt törvényi feltételeket teljesítő konszerneket a társasági jog leválassza a hagyományos felelősségátviteli, illetőleg a minősített befolyásszerzéshez kapcsolódó konszernszabályozásról... [A]bban az esetben, ha a konszern ilyenként való működése, egységes fellépése a piacon transzparens, és a vállalatcsoport belső viszonyai közt az előnyök-hátrányok kiegyenlítése megvalósul, akkor más jellegű felelősségi és biztosítéki szabályokra van szükség, mint a klasszikus konszernjogban, ahol a befolyásszerzés transzparenciáját nyilvánossági előírással, a társaságon belüli erőviszonyok kiegyensúlyozását kisebbségvédelmi eszközökkel, a hitelezők védelmét felelősségáttörési szabállyal biztosítja a jog."

## A hatályos Polgári Törvénykönyvben
A vállalatcsoportra vonatkozó rendelkezéseket a 3:49. § – 3:62. § szakaszai tartalmazzák.

### Az elismert vállalatcsoport fogalma
Az elismert vállalatcsoport az összevont, konszolidált éves beszámoló készítésére kötelezett együttműködés, amely olyan  egységes üzletpolitikán alapul, amelyet minimum egy uralkodó tag és legalább három, az uralkodó tag által ellenőrzött tag határoz meg, a közöttük létrejött uralmi szerződésben. Tagként a vállalatcsoportban részvénytársaság, korlátolt felelősségű társaság, egyesülés vagy szövetkezet vehet részt.

### Az uralmi szerződés fogalma
Az uralmi szerződés meghatározza a vállalatcsoport egészének egységes üzletpolitikáját. Az uralmi szerződésre a szerződések általános szabályait kell megfelelően alkalmazni.

### Egyéb rendelkezések
A Ptk. a továbbiakban meghatározza
- a létrejöttének előkészítésével kapcsolatos főbb szabályokat,[8]
- az ellenőrzött társaságok tagjainak és hitelezőinek jogosultságait,[9]
- a vállalatcsoport bejegyzésének joghatását,[10]
- az egyszemélyes társaság esetét a vállalatcsoportban[11]
- az uralkodó tag és az ellenőrzött tag ügyvezetése közötti viszonyt,[12]
- a beszámolási kötelezettséget,[13]
- a kisebbségvédelmi biztosíték szabályait[14]
- a munkavállalói részvételre vonatkozó rendelkezéseket[15]
- az uralkodó tag helytállási kötelezettségét[16]
- a nyilvántartó bíróság intézkedéseinek körét[17]
- a vállalatcsoport megszűnésének eseteit[18]
- a tényleges vállalatcsoport szabályait.[19]

## Külföldi megfelelői

### Japánban
A vállalatcsoportokat keirecunak nevezik.